# Italiensk vattensalamander
Italiensk vattensalamander  (Lissotriton italicus)  är ett stjärtgroddjur i familjen salamandrar.

## Utseende
Den italienska vattensalamandern är liten och anses vara Europas minsta salamander, honan (som är större än hanen) kan som mest bli 8 cm lång. Huden på ovansidan är brunaktig till olivfärgad med rader av körtlar längs ryggen. Ovansidan hos hanen har mörkare bruna till svarta fläckar. I vattenfasen kan sidorna och buken få en metallisk, guldglänsande ton och svansen en kam och en trådaktig förlängning. Buken är blekgul med mörka fläckar som kan bli bandliknande vid sidorna. Den har en gul fläck bakom varje öga. 

## Utbredning
Arten finns i centrala och södra Italien.

## Vanor
Den italienska vattensalamandern kan förekomma på upp till 2 000 m höjd, men föredrar lågläntare områden. Den lever främst i skog och jordbruksbygder, där den gärna gömmer sig under stenar och trädstammar. I samband med parning och larvernas utveckling uppsöker den små, temporära vattensamlingar som dammar och diken, eller grunda, långsamrinnande bäckar. Den kan också påträffas i källor och vattencisterner. Den livnär sig på djurplankton och ryggradslösa djur. Arten går i sommardvala och, i den nordliga delen av utbredningsområdet även i vinterdvala. Sommar- och vinterdvalorna tillbringas på land.

### Fortplantning
Leken inträffar på vintern med början i januari, och försiggår i vatten. Efter ett parningsspel avsätter hanen en spermatofor på botten, som honan tar upp med sin kloak. Äggen kläcks efter endast 2 till 4 dagar; larvernas utveckling kan ta allt från 4 till 6 veckor i varmare vatten, till flera månader i kyligare.